# Lambung
Lambung is een bestuurslaag in het regentschap Banda Aceh van de provincie Atjeh, Indonesië. Lambung telt 715 inwoners (volkstelling 2010).